# 騂馬護軍
騂馬護軍，十六国时期官名。
北凉神玺元年（397年），在酒泉郡境内设置騂馬護軍，治騂馬（今甘肃省玉门市西北），属沙州。永安元年（401年），西凉夺得騂馬護軍。任命赵开为騂馬護軍。玄始九年（420年），騂馬護軍被北凉占领。北魏灭北凉，废除騂馬護軍。